# Beautiful World / Kiss & Cry
Singles de Hikaru Utada
Flavor of Life
(2007) Heart Station / Stay Gold
(2008)
Beautiful World / Kiss & Cry est le dix-neuvième single (physique) d'Hikaru Utada (sous ce nom), sorti en 2007. Il contient trois chansons, déjà parues auparavant en "single digital" en téléchargement : Beautiful World, Kiss & Cry, Fly Me to the Moon.

## Single physique
Le single sort le 29 août 2007 au Japon sur le label EMI Music Japan, six mois après le précédent single de la chanteuse, Flavor of Life. Il atteint la 2e place du classement des ventes de l'Oricon. Il se vend à 93 518 exemplaires la première semaine, et reste classé pendant 26 semaines, pour un total de plus de 245 000 exemplaires vendus. C'est un single "double face A" contenant deux chansons principales, ainsi qu'une version remixée d'un ancien titre (une reprise), et leurs trois versions instrumentales.
Toutes les chansons sont écrites et composées par Hikaru Utada, sauf la reprise de Fly Me to the Moon (...), écrite et composée par Bart Howard.
| 1. | Beautiful World                                                   | 5:16 |
| 2. | Kiss & Cry                                                        | 5:07 |
| 3. | Fly Me To The Moon (In Other Words) -2007 MIX-                    | 3:25 |
| 4. | Beautiful World [Original Karaoke]                                | 5:15 |
| 5. | Kiss & Cry [Original Karaoke]                                     | 5:08 |
| 6. | Fly Me To The Moon (In Other Words) -2007 MIX- [Original Karaoke] | 3:23 |

## Singles digitaux

### Fly Me to the Moon -2007 Mix-
Fly Me To The Moon (In Other Words) -2007 Mix-, troisième chanson du single Beautiful World / Kiss & Cry d'Hikaru Utada, est une version remixée de la reprise par Utada de la chanson Fly Me to the Moon parue en 2000 sur son single Wait & See ~Risk~.
Ce remix est utilisé dans les clips promotionnels télévisés du film Evangelion: 1.0 You Are (Not) Alone (la série Neon Genesis Evangelion dont est adapté le film utilisait en effet comme générique de fin des reprises de la chanson originale), et était lui aussi déjà paru en "single digital" en téléchargement deux mois avant la sortie du single physique, le 27 juin 2007. Il ne figurera sur aucun album de la chanteuse.

### Kiss & Cry
Kiss & Cry, deuxième chanson du single Beautiful World / Kiss & Cry d'Hikaru Utada, était utilisée depuis le 20 avril 2007 comme thème musical pour une campagne publicitaire pour la marque cup noodle de Nissin Foods dans le cadre du projet promotionnel Freedom Project, succédant à la chanson This Is Love d'Utada. Elle était également déjà parue avec succès en "single digital" en téléchargement deux mois avant la sortie du single physique, le 30 juin 2007.
Elle figurera sur l'album Heart Station qui sortira l'année suivante, ainsi que sur la compilation Utada Hikaru Single Collection Vol.2 de 2010.

### Beautiful World
Beautiful World, première chanson du single Beautiful World / Kiss & Cry d'Hikaru Utada, a été utilisée comme générique de fin du film d'animation Evangelion: 1.0 You Are (Not) Alone. Elle était déjà parue en "single digital" en téléchargement un mois avant la sortie du single physique, le 23 juillet 2007, et sera la troisième chanson la plus téléchargée de l'année au Japon.
Elle figurera sur l'album Heart Station qui sortira l'année suivante, ainsi que sur la compilation Utada Hikaru Single Collection Vol.2 de 2010.

### Beautiful World -Planitb Acoustica Mix-
Singles de Hikaru Utada
Eternally (Mix)
(2008) Hymne à l'amour
(2010)
Beautiful World -PLANiTb Acoustica Mix est une chanson d'Hikaru Utada, version remaniée de la chanson Beautiful World, parue deux ans après l'originale.
Elle sort uniquement en "single digital" en téléchargement le 27 juin 2009 au Japon sur le label EMI Music Japan. Elle est utilisée comme thème musical du film Evangelion: 2.0 You Can (Not) Advance, suite du film Evangelion: 1.0 You Are (Not) Alone auquel la chanson originale servait aussi de générique deux ans auparavant.
La nouvelle version figurera avec la version originale sur la compilation Utada Hikaru Single Collection Vol.2 qui sortira en 2010.